# Elecciones municipales de El Salvador de 2000
Las elecciones municipales de la República de El Salvador de 2000 se llevaron a cabo el domingo 12 de marzo de 2000, son las terceras de su tipo desde la firma de los Acuerdos de Paz de 1992 y las séptimas desde la promulgación de la Constitución de la República de 1983; en ellas se eligieron a los miembros de los Concejos Municipales de los 262 municipios en los que se encuentra dividido el territorio nacional que son conformantes del Gobierno Local.
La elección se celebró simultáneamente con las elecciones legislativas y al parlamento centroamericano en todo el país.

## Resultados
|  | 36.03 % |

|  | 27.83 % |

|  | 10.18 % |

|  | 7.84 % |

|  | 3.41 % |

|  | 3.29 % |

|  | 2.46 % |

|  | 0.51 % |

|  | 0.29 % |

|  | 8.16 % |

|  | 96.02 % |

|  | 2.33 % |

|  | 1.02 % |

|  | 51.97 % |